# The Greeting
The Greeting ist eine Video- und Sound-Installation von Bill Viola, die auf der Biennale von Venedig 1995 ihre Premiere hatte. Als Anregung für das Video diente das Altarbild Visitazione des italienischen Manieristen Jacopo da Pontormo von 1528/1529, auf dem die Begegnung der beiden schwangeren Frauen Maria und  Elisabeth dargestellt ist, so wie es im Lukas-Evangelium erzählt wird.

## Vorgeschichte

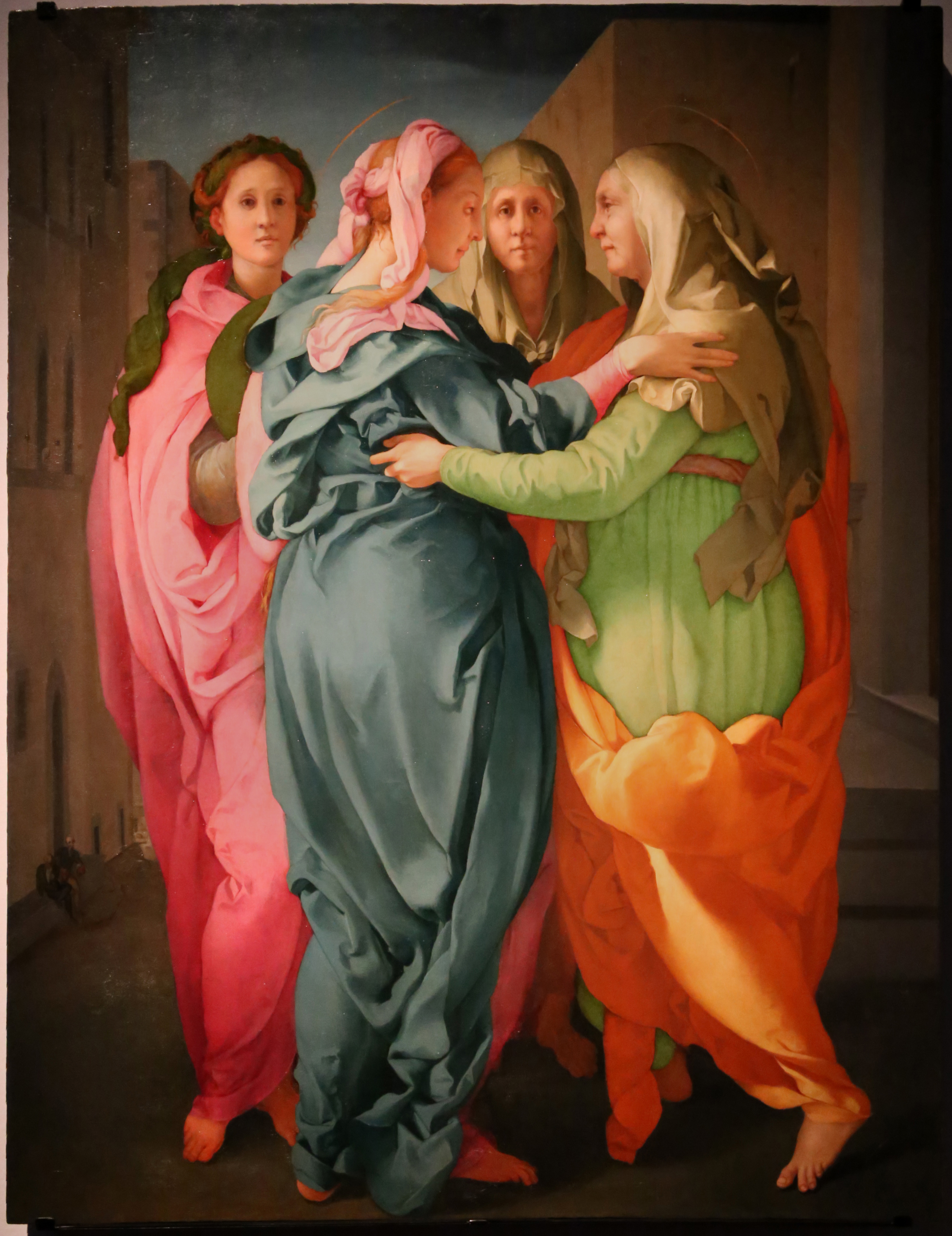
Visitazione, um 1528–29, SS Michele e Francesco in Carmignano

1974 hatte Bill Viola sein Studium an der Syracuse University in New York beendet und befand sich auf einer Studienreise in Italien. Ziel seiner Reise war das Produktionsstudio art/tapes/22, das in Florenz von Maria Gloria Bicocchi betrieben wurde, mit neuartigen Methoden der Videoproduktion experimentierte und mit dem die damals renommiertesten Videokünstler Kontakt hatten oder zusammenarbeiteten. Zum Stab gehörten u. a. der spätere Plattenproduzent Alberto Pirelli als Toningenieur, der Kameramann Carmine Fornari und ab 1974 Bill Viola, der praktisch seit seiner Ankunft in Florenz den Part eines Technischen Direktors von Andrea Giorgi übernahm. Zugleich war Violas Ankunft in Florenz seine erste intensive Begegnung mit der Kultur der italienischen Renaissance. Wie Viola in seinen Erinnerungen schreibt, verbrachte er den Vormittag seines ersten Tages bei art/tapes/22 mit der Besichtigung der technischen Ausstattung des Studios, der Nachmittag war der Kunst in Florenz gewidmet: Viola sah die Fresken Giottos in Santa Croce, die Reliefs von Donatello und stand vor den Gräbern von Michelangelo und Galilei. Viola schreibt Jahre später: „Ich war in an einem der bedeutendsten heiligen Momente der Kunst und der Wissenschaft“.
Das Bild von Pontormo, das sich unweit von Florenz in Carmignano in der Kirche San Michele e San Francesco befindet, hat Viola während seines Italienaufenthalts nicht gesehen.
Wie er selbst berichtet, war der Auslöser für sein Video eine Straßenszene in Kalifornien, in der er drei Frauen im Gespräch beobachtete, die ihn an ein Bild Pontormos (die Visitazione) erinnerten. Dieser Bildeindruck habe ihn jahrelang beschäftigt, aber sich erst nach Jahren in dem Video The Greeting realisiert.

## Das Video
The Greeting entstand 1995 in Violas Studio in Kalifornien. Gezeigt wird eine Alltagsszene, es gibt keinerlei Anspielungen auf einen religiösen Kontext. Gefilmt wurde mit einer feststehenden 35-mm Kamera, mit 300 Bildern pro Sekunde. Das einzige Take von insgesamt 45 Sekunden Dauer wurde für die Installation auf 10 Minuten und 22 Sekunden gedehnt. „Das hat den irritierenden Effekt eines langsam und unmerklich sich bewegenden Bildes. Als ob die Veränderung aus einer inneren Dynamik hervorgehe.“

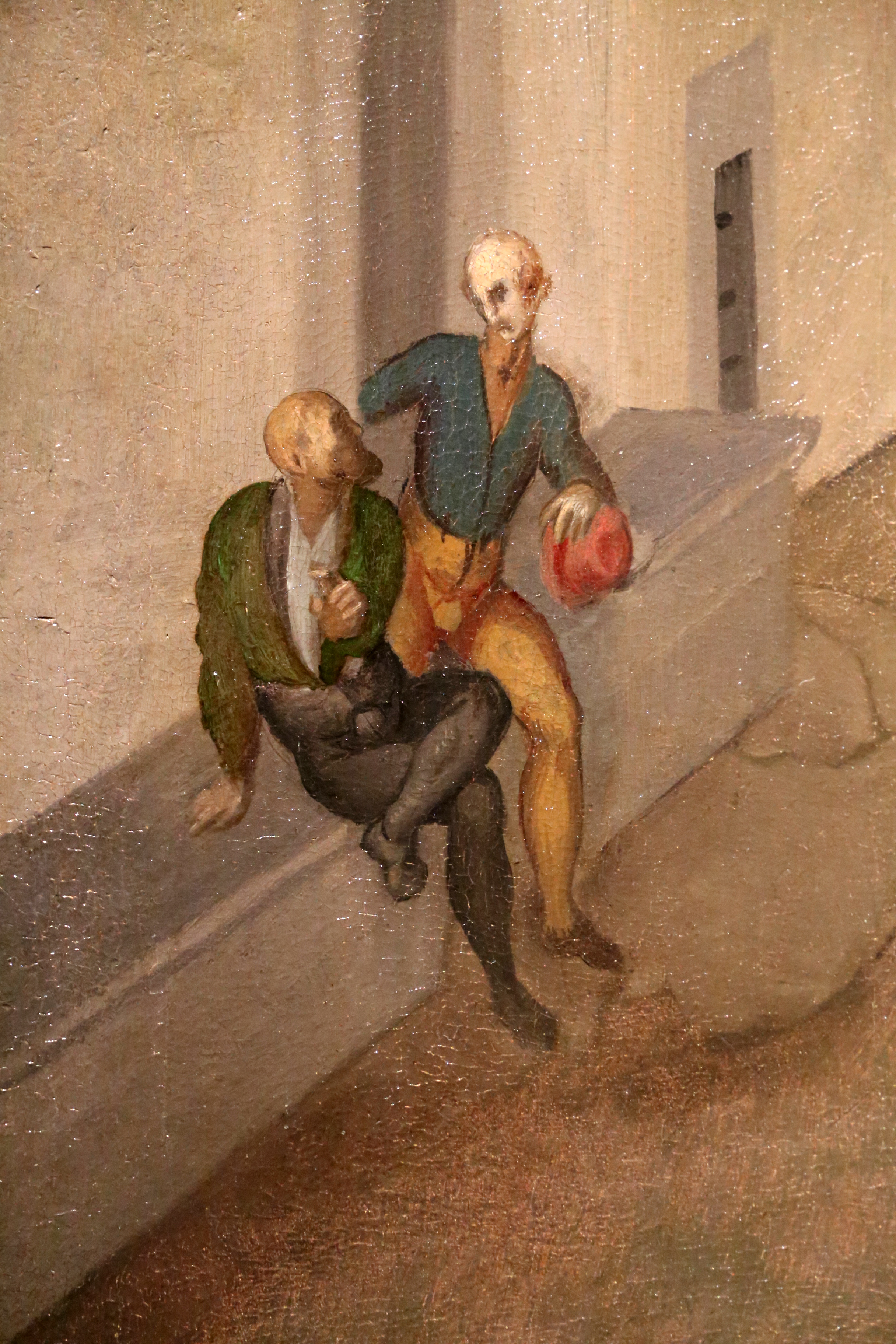
Pontormo: Visitazione, Detail

Beteiligt waren die Schauspielerinnen Angela Black, Suzanne Peters und Bonnie Snyder.
Sie agieren vor einem eigens angefertigten Bühnenbild, das sich in großen Zügen an dem von Pontormo gegebenen Hintergrund orientiert: Ein dunkler Abendhimmel, eine enge Straßenschlucht mit mehrstöckigen Häusern, Treppenstufen im Vordergrund und, wie bei Pontormo, gibt es ein winziges Zweiergrüppchen von Männern, deren dunkle Silhouette zu Beginn des Videos kurz vor einem offenen Tor im Hintergrund erscheint.
Die Projektion des Videos findet in einem abgedunkelten Raum auf einer Projektionsfläche von ca. 2,8 × 2,4 m (Dimension variabel) statt, der Sound ist stereophon und verstärkt.

## Ausstellungen (Auswahl)
The Greeting wurde erstmals 1995 auf der Biennale von Venedig als offizieller Beitrag der USA in der Show Bill Viola: Buried Secrets gezeigt. Die Show, die vier weitere Video-Installationen Violas umfasste, wurde von Marilyn Zeitlin kuratiert und im selben Jahr in der Kestner-Gesellschaft, Hannover und 1996 im Arizona State University Art Museum und dem Institute of Contemporary Art in Boston gezeigt.
2005 übernahm das Philadelphia Museum of Art die Florentiner Ausstellung Pontormo, Bronzino, and the Medici. The Transformation of the Renaissance Portrait (2004/2005) und zeigte in diesem Zusammenhang als Ergänzung The Greeting von Bill Viola.
2014/15 wurde im Spazio d’Arte Alberto Moretti in Carmignano Bill Viola. The Greeting. Video/Sound präsentiert. Es war das erste Mal, dass Pontormos Altarbild und Violas Installation in nächster Nähe zu besichtigen waren.
2017 wurden innerhalb der Ausstellung Bill Viola – Rinascimento Elettronico im Palazzo Strozzi in Florenz die beiden Werke in einem Raum vorgestellt. Die Ausstellung wurde von Arturo Galansino und Kira Perov kuratiert.